# Galeopsis polychroma
Galeopsis polychroma là một loài thực vật có hoa trong họ Hoa môi. Loài này được Beck mô tả khoa học đầu tiên năm 1893.